# Mnemosyne-ムネモシュネの娘たち-
『Mnemosyne-ムネモシュネの娘たち-』 （ムネモシュネ -ムネモシュネのむすめたち-）は、XEBEC制作の日本のSFアニメ作品。2008年2月から2008年7月までアニメシアターXで放送された。また、大野木寛による小説版が発売されており、漫画版もMISS BLACKの作画でコミックヴァルキリーにおいて連載された。

## 概要
本作は「AT-X 開局10周年記念作品」として製作され、全6話のシリーズ作品として放送された。
1回1時間枠（正味約45分）で1話という、テレビアニメ番組としては特殊な形態であり、本作の他には、1977年の『野球狂の詩』と2001年の『フィギュア17 つばさ&ヒカル』、2006年の『Project BLUE 地球SOS』しか前例がなく、本作より後の作品としては2010年の『刀語』や2019年の『PSYCHO-PASS 3』が該当する。
不老不死の女性・麻生祇 燐の活躍を殺人やアクションを交えて描いた本作には暴力的な表現や性的描写を含んでおり、放送に当たっては視聴年齢制限が設けられた。
物語は一話完結だが、謎や伏線がちりばめられている。
また、各話のサブタイトルは、1話と4話、2話と5話、3話と6話で、それぞれ類似したシチュエーションのシーンで表示される凝った演出がなされている。

## あらすじ
新宿に事務所を構える二人の女性、麻生祇燐とミミ。不死者である彼女達は、数百年に渡ってたくさんの人々との出会いと別れを繰り返し、彼女達を弄ぶようなエイポスの思惑に立ちむかう。

### 第1話「猫は笑わない」
1990年、燐とミミは猫探しの仕事の最中、自分の記憶に実感がもてない青年・前埜光輝を拾う。光輝の出生の秘密を探った彼女たちは、青山製薬の狭山研究所にて、光輝がクローン人間であるということを突き止める。
所長の山之辺沙耶羅は彼らの妨害に失敗し、最後は研究所の壊滅に巻き込まれる形で消息を絶った。壊滅後、燐に「生きるか死ぬか」の選択を問われた、光輝は「ひとつの命として生きる」ことを決意し、燐の助手として麻生祇コンサルティングで働く事にした。

### 第2話「天使は啼かない」
1991年、光輝を加え三人になった麻生祇コンサルティングに、「サザーランド切手探し」の依頼が飛び込む。同時に、光輝は美少女・有紀から「天使探し」の仕事を請け負った。その二つの事件の接点には、燐とミミが天敵とする「天使」、そしてエイポスの姿があった。

### 第3話「花は涙を流さない」
2011年、新宿。相変わらずの燐とミミ。そして、有紀と結婚し、息子・輝紀を授かった光輝は、第二次世界大戦中、「死人島」で蔓延した「彼岸病」にまつわる仕事を請け負う。しかしその裏には、21年前の復讐に燃える沙耶羅の狂気と思惑があった。

### 第4話「幽霊は叫ばない」
2025年、震災により、生きる希望を失った者たちの間で現実世界「1.0」から仮想世界「2.0」に精神を接続する「1.5」が流行し、長時間接続による衰弱死といった社会問題が発生していた。
光輝を失い二人に戻った燐とミミもまた、震災によって事務所立ち退きを迫られていた。
ある日、「2.0」にしか存在しないはずのバーチャルアイドル・瑠音が「1.0」で殺害される事件が発生する。光輝の息子・輝紀は犯人として追われる中、燐とミミの協力者である柳沢保の案内により、麻生祇コンサルティングにたどり着く。

### 第5話「聖夜は輝かない」
2055年、「1.0」と「2.0」の境が曖昧になったデジタル時代。前埜コンサルティングCEOとなった輝紀の娘・美汐は、自分に釣り合う男性も見つけられず退屈な日々を過ごしていた。偶然輝紀の過去のメモリーチップから「燐」の姿を見つけた美汐は、パーティーで見つけた「燐」そっくりのOL、斉藤珠樹の調査をはじめる。

### 最終話「そして王国の扉へと…」
消えた燐を追って、調査を始めるミミと美汐。一方、エイポスの城で目覚めた燐は、ローラとの決戦にのぞむ。そこへ、エイポスが現れローラに契約解除を言い渡し、天使にローラの身体を破壊させる。実の入っていた頭部が無事だったことから生き残ったローラは、燐に協力を申し出る。エイポスは自らの父にして燐恋人である老天使を殺し、ユグドラシルの真実について話す。

## 登場人物
麻生祇 燐（あそうぎ りん）
声 - 能登麻美子
主人公。西新宿の古びたビルにある「麻生祇コンサルティング」の経営者。外観は20代半ばの女性に見えるが、実際は不死者であり、長い年月を生きている。眼鏡とスタイルの良さが特徴。黒いスーツを着ている。暗器と体術を駆使して敵と戦う。無論、銃弾を避けられるわけではないが、不死の体によりどんな傷も再生でき、たとえ心臓が止まったり意識を失ってもしばらくすれば回復する。
第4話の終盤にて肉体を徹底的に破壊され、20年以上の時間をかけて肉体を再生した。だが、記憶までは戻らず、第5話の5年前に、浜辺に打ち上げられていたところをイヒカという男に保護された。
その後、斉藤珠樹という女性としてジェイムズアンドウィル社に勤務していたが、ローラの強襲により一度死亡したため、再生に伴い記憶が完全に戻った。
第6話ではエイポスにより非時香果を抜かれるが、ユグドラシルの「根元」に近いせいもあり、瞬く間に蘇生した。
最後はユグドラシル内で老天使と、その子孫である前埜・多島の祖先達の意志を継ぎ新たな守人となりエイポスをユグドラシルに還す。その後老天使の息子を出産し、その子供に人類の未来を託す。エピローグでは前埜輝紀から再婚を申し出され、美汐からも後押しをされているが、半ば賛成している傍ら、子供に世界を見せるために旅しようとも考えていた。
ミミ
声 - 釘宮理恵
燐のアシスタントとして、「麻生祇コンサルティング」で働くロシア人の少女。
外観は10代後半に見えるが燐と同じく不死者で、彼女もまた遥かに永い時を生きている。仕事内容は金銭面の管理や雑用業務。いつも燐をなだめすかして働かせているしっかり者でもある。超一流のハッカーとしての腕を持っている。
第5話では麻生祇コンサルティングを去り、京都の寺で尼僧をしていた。このとき、不老の肉体を持つため、今八百比丘尼（いまやおびくに）の異名を持っていた。
ゲンタ
ミミの飼っているメス犬。燐たちと同じ不死の体を持っている。第5話で非時香果を抜かれて死亡した。
前埜光輝（まえの こうき）
声 - 檜山修之
自分の記憶に実感が持てない青年。気が弱く困っていた所、燐に助けられる。非常に捜し物が得意で、燐が捕まえられなかった猫を捕まえたりもした。
その正体は青山製薬狭山研究所のクローン技術によって誕生したクローン人間。本物（オリジナル）の前埜光輝は山之辺沙耶羅により解剖されて死亡しており、他にも数体クローンが生まれていたが研究資料として解剖されていた。記憶に実感が持てなかったのも、一度に十数年分の記憶を脳に転写されている違和感に起因するものである。
その後、燐の助手として麻生祇コンサルティングで働き、島崎有紀と結婚し、一人息子の輝紀をもうける。
第3話では、初老の男性として登場し、燐の救出のために死人島へと行き、救出に成功するものの瀕死の重傷を負う。燐を救うため、そして沙耶羅の計画を阻止するため、持ってきていた島崎省吾の形見でもある「非時香果」を取り込み天使となる。沙耶羅の計画をくい止める事に成功したが、エイポスに実を抜き取られ死亡する。 クローンとして生まれた自分だが、燐とミミ、家族と過ごした20年が「本当の自分だった」と燐に遺言を残した。
柳沢保（やなぎさわ たもつ）
声 - 松本保典
燐の協力者である刑事。通称たもっちゃん。ある年の暮れに燐と何かがあった様子で、いつも燐にそのことをネタに使われている。人目を憚うしぐさが却って目立つ。独身。
大震災の時に家と家族を失い、仮設住宅にて一人暮らしをしている。警察を定年退職しているがそれなりに顔が利き、時折燐に情報を提供している。燐とミミと犬のゲンタが不死者という事はすでに知っているが、「一人の友人」として変わらず接している。燐とミミは立ち退きを機に一緒に別の地で暮らさないかと提案しているが、生まれ育った東京で骨をうずめる気らしく断っている。ある時仮設住宅地内で身を隠している青年を見つけ、その青年がかつての前埜光輝の息子だと知り、燐の元へ連れて行った。誘拐された輝紀の居場所を連絡している最中に狙撃され、命を落とす。
ローラ
声 - 大原さやか
エイポスの依頼で燐を襲撃した、凄腕の女ハンター。
幾度となく燐と相まみえることになり、その末にエイポスの感情を超えて彼女に執着するようになる。
ある時を転機にサイボーグとなり、第4話で燐を圧倒するも、サイボーグ化した事により機械化した箇所まで再生できず、そこを燐に突かれて胸部の制御機能系を破壊された。
敗北後はエイポスに回収され、神山により修復された。その後、燐に変装し、各地で不死者を殺害し、非時香果を回収した。
物語の終盤、城にて燐と決着を挑むが、エイポスに契約を解除され天使に身体を破壊される。かろうじて実の入っていた頭部だけが残り、ミミ達に協力する。「（エイポスに）苦しみと怒りを味わわせてやりたい」という思いから、実をエイポスに取り込ませるよう燐に頼み、「色々あったが長い付き合いで楽しかった」と感謝の言葉を述べた後、エイポスと共にユグドラシルへ吸収された。
エイポス
声 - 石田彰
非時香果を与えられた者。「不死の天使」＝「神」を自称している。宿主の記憶で味が濃くなるという理由で燐を含め多数の人間に「非時香果」を与えて不死の力を与え、やがてその不死者から実を奪い取り、食す。
その正体は老天使の子供(両性具有)で、守人の使命を果たさなければならなかったが、ユグドラシルに還される運命を拒み、実の「記憶」が熟した燐を生贄に捧げる事により「永遠の守人」になろうとする。
最後は燐が新たな守人になった事により、守人の権利は剥奪され、父である老天使の「白い実」と、ローラの「苦しみと怒りの記憶」の入った実を取り込まれユグドラシルへ吸収された。
グラスホッパー
燐やミミに情報を提供する女情報屋。グラスホッパーというカクテルを愛飲するのが名の由来になっている。作中では3代に渡って登場し、最後まで燐達に情報を提供し続けた。ちなみに3人とも同性愛者で、代金の他に燐やミミとの性交を代価としている。
初代グラスホッパー(声 - 笠原留美)は第2話と第3話に登場した。初代亡き後は、愛人兼助手だった少女（ 声 - 中島絵美）が後を継ぎ、2代目グラスホッパーとして燐たちに協力した。第6話では3代目グラスホッパー（声 - 永木貴依子）が登場し、ミミとの性交と引き換えにヨーロッパの気象情報を教えた。
山之辺沙耶羅（やまのべ さやら）
声 - 田中理恵
青山製薬狭山研究所の所長。非合法の技術を研究している。サディスティックな性格でプライドが高い。
本来は青山製薬の細菌関係の研究所長であり、ある時作った細菌のRNAがヒトのDNAに作用し爆発的に増殖させることを発見し、不老不死の研究に利用しようとする。前埜光輝のクローン（コピー）を作りだし、特殊な化学的方法で脳内データを転写する事で人間の複製的行為を行った。実験を繰り返し標本や生ける屍のごとき失敗作達は細菌の流出を防ぐために陰鬱の施設に隔離されている。
研究所のバイオハザード時に隔離棟から抜け出した失敗作の群れに襲われ、そのまま行方不明となる。
第3話にて、エイポスにより不死者にされ生き延びていたことが判明する。バイオハザードにより感染した状態で不死者となったため、自身を回復する医療技術が完成するまで苦しみ続けた。回復した後、防護服を介して動けるようになった彼女はエイポスの協力により、武器密売組織を利用し、人類を滅ぼし不死者だけの世界を作るための細菌兵器を開発していた。光輝の天使化により計画は破綻し、燐を取り逃がすことになる。最期は理性を失っていたところをエイポスに実を抜き取られ死亡する。
矢作敦
声 - 四宮豪
燐たちにサザーランド切手の持ち主の捜索を依頼した人物。実は過激な共産主義思想の結社に所属しており、来日したソビエト連邦書記長の暗殺を目論んだが、天使となった島崎省吾に殺害される。
島崎有紀
声 - 鷹森淑乃
光輝と出会い、失踪した兄に関係すると思われる天使の捜索を依頼する。
その後、光輝と結婚し、輝紀を出産した。
島崎省吾
声- 石川英郎
有紀の失踪した兄。一流のハッカーでもあり、ソビエト連邦書記長暗殺を目論む矢作たちの組織に脅され書記長の来日スケジュールをハッキングさせられた後に「処理」されるものの、死の間際にエイポスに出会い、天使となって復讐していた。最後は燐に倒されて灰となる。
センセイ
声 - 小室正幸
燐の情報提供者の一人である博学のホームレス。元々は一流大学の教授だったが、先物取引に手を出して失敗し、家庭と社会的地位を失った。
スタンプ
伝説のフリーランスのテロリスト。依頼料に見合った高額な切手でしか依頼を受けないと言われている。
センセイから略奪したサザーランド切手と、ついでに奪った日本最初の切手を依頼料として、矢作たちの組織からソビエト連邦書記長の暗殺依頼を受けた。
最終的には燐に敗れた後、天使となった島崎省吾に殺害された。
ジェーン
燐達の知り合いでアメリカ人のストリッパーの不死者。エイポスと遭遇して非時香果を抜き取られた模様。
前埜輝紀
声 - 加藤英美里（幼少期）/平川大輔（青年期）
前埜光輝と島崎有紀の息子。
第4話では、大学生として登場。父親の光輝は事故で死んだと知らされており、母親の有紀と二人で生活している。【2.0】のヴァーチャルアイドルの瑠音と【1.0】で接触したところから何らかの組織に追われる身となる。
その後、世界各地を放浪した後に前埜コンサルティングを立ち上げ、世界屈指の大企業にまで成長させた。結婚して娘・美汐を授かったがその後離婚、男手一つで美汐を育てつつも忙しい毎日を過ごしている。
「今風の女の子」である美汐が好む流行についていけなくなっているが、親子仲は悪くない。命の恩人である燐に対する尊敬の念を今でも忘れていない。
エピローグで燐が老天使の子供を出産した際、「子供には父親も必要」と再婚を申し出ている事が美汐の口から語られている。
滝本由里阿
第3話にて登場。燐の名を呼びながら、助けを求めにきた少女。後に謎の奇病により工事ビルで足を踏み外し転落死した。
清水芳江
声 - 寺内よりえ
元旧日本軍の看護婦で、かつて死人島に派遣され風土病・彼岸病の研究をしていた。太平洋戦争後の闇市にて物資を横流ししようとして地回りともめていたときに燐に助けられたことがある。
瑠音
声 - 生天目仁美
第4話の5年前に仮想空間【2.0】に現れたヴァーチャルアイドル。
AI搭載のプログラムな為、現実世界【1.0】に現れる事はありえなかったが、ある時輝紀の前に姿を現す。
その正体は神山克行の娘である神山瑠音をコンピュータに吸収させる形で生み出された存在で、肉体は死亡している。
実は輝紀の前に現れたのはプログラムが組み込まれたアンドロイドで、【2.0】で出会った輝紀に【1.0】で会おうと誘われた事で輝紀に異常なまでの執着心を持ち、輝紀を独占する為に暴走する。最後は燐と共に旅客機のエンジンに吸い込まれて粉々に砕け散った。
神山克行
声 - 上別府仁資
「現代のフォン・ノイマン」と言われ、様々な分野で活躍している男。エイポスとも何らかの繋がりがあり、ローラのサイボーグ化に協力していた。
実の娘である神山瑠音の人格をコンピューターに吸収させ、自身が製作したプログラムで補完する形でヴァーチャルアイドル瑠音を生み出したが、その瑠音の暴走に振り回された末に最期を遂げる。
イヒカ
声 - 小山力也
第5話にて登場。髭をたくわえた初老の男。記憶の無い珠樹（燐）を大切にしており、彼女に婚約指輪を渡す。ローラの襲撃で命を落としたと思われたが、エイポスに非時香果を与えられて天使にされ、燐と悲劇的な再会を果たした。
前埜美汐（まえの みしお）
声 - 名塚佳織
前埜輝紀の一人娘である大学生。輝紀の若い頃に似ていて明るい性格。亡き祖母・有紀に懐いていたらしく、有紀の所持していたアクセサリーを着けたりする。ある時有紀の部屋で古い記録メディアを発見、その中の「燐」のフォルダを見つけ、とあるパーティーで燐そっくりの女性を目撃する。
多島桂（たじま けい）
声 - 川島得愛
美汐の友人である青年。軽薄な言動だが美汐より常識的で、さんざん彼女に振り回されている。
老天使
声 - 田中正彦
何処ともしれぬ場所で、非時香果を食べて過ごしている男。
その正体は燐の恋人で、先代の「守人」であり、エイポスの父親。
遥か昔に人間だった頃の燐と恋仲であり共に世界を旅していたが、燐が不死者となってしまい、天使の力も持っている自分と一緒になると燐に悪影響を及ぼすと考え、そして燐だけは死なせたくない一心で燐の元を去った。
その後に別の不死者と契り、次の守人であるエイポスが誕生したが、エイポスは守人の宿命を拒否し「永遠の守人」になるべく燐の実を代わりにユグドラシルに捧げようとした。老天使は息子の計画を阻止すべく城の部屋で長い時を過ごしていたが自分ではどうする事も出来ない為、もしもの手段として人間と契りを結び、その子孫である「前埜」と「多島」にユグドラシルの記憶を介して、いつの日か燐に協力するようにしていた。
最後は燐と再会し契りを結んだが、エイポスに致命傷を負わされ消滅する。そして守人の証である「白い実」は燐を介してエイポスの元に入った。

## 用語
ユグドラシル
天使と不死者にのみ観える世界を司る大樹。気まぐれでこの世に現れては止む事なく胞子を飛ばす。大樹へは決して辿り着けず、胞子も肉体を素通りし触れる事が出来ない。唯一エイポスら「守人」の資格を持つものだけが辿り着くことができ、樹からなる実「非時香果」を採取することができる。
その本質は歴史を記憶し続ける地球のデータベースであり、そのことがストーリーの終盤で語られる。
非時香果(ときじくのみ)
ユグドラシルから飛ばされる胞子の内、何千万分の一の確率で発生するビー玉大の果実。男が摂取すれば天使、女が摂取すれば不老不死になる事が出来る。天使も不死者も実を抜き取られると灰と化して崩れ落ちる。尚、「男か女」であれば人間以外も取り込む事があり、ミミのペットのゲンタ（メス）も不死の体を持つ。
胞子は本来生命の体を通す事によりその記憶を写し地表に落ち、ユグドラシルの根を通して記憶を蓄積するためものであり、非時香果はバグみたいなもので、実を取り込んだ瞬間の時間が永遠に繰り返されているとエイポスは言う。
名前の由来は「常世の国」の不老不死の果実「非時香果」から。
天使
非時香果を与えられた男性が変化する姿で、背中に赤い6枚の翼を持つことから、「天使」と呼ばれる。超人的な力を得る半面、2,3週間しか生きられない。不死者の女性が現れると性的衝動と食欲が抑えられなくなり、やがて理性を失い本能の赴くままに不死者を喰い尽くす。不死者の血を吸った非時香果は赤く染まる。実を取られると死に灰と化す。
ユグドラシルを守る天使は「守人」と呼ばれ、不死者と契り子供が産まれる事によりその座を譲り、やがて「ユグドラシルの種」へ取り込まれる宿命を背負っている。
不死者
非時香果を与えられた女性は実を与えられた時の姿から永遠に変わる事のない不老不死の力を与えられる。爆発で原形を留めなくなっても回復するほどの再生能力を誇るが、あくまでも与えられた時点での体の状態を維持するため、例えばローラの場合、左目を再生させることが出来なかった。ただし痛みはあり、エイポスはそれを利用して不死者を捕まえては拷問にかけている。
天使やエイポスが近くに居ると性的興奮を抑えられなくなり、特に天使に喰われる事が強烈な性的快楽になってしまう為、大半の不死者は天使に抗う事が出来ない。燐たち不死者は、お互いの生存確認や天使・エイポスの情報などを、電話などのネットワークで情報交換している。
なお、男性と一生涯添い遂げる事が出来ないのと、生きる苦しみを共有する事が出来る為か、不死者同士は同性愛関係で結ばれる事が多い。

## 製作
監督のうえだしげるは、「大げさな物語を作るつもりは最初からあまりありませんでした。人の尊厳や普通らしさを出せたらいいと思います。」と電撃オンラインとのインタビューの中で話している。

### キャスティング
主人公・麻生祇 燐役には能登麻美子が、燐の助手・ミミ役には釘宮理恵がそれぞれ起用された。
山之辺沙耶羅役に起用された田中理恵は、今までやったことのないタイプのキャラクターだったので、良い意味でショッキングだったと電撃オンラインとのインタビューの中で話している。
また、ローラ役の大原さやかは、前述のインタビューの中で「リハーサルビデオを見ながら自宅で台本チェックをしていた時、セリフがなかなかスピードに負い付かなくて、何度もテープを巻き戻してしまったくらい(笑)」と振り返っている。

## スタッフ
- 原作 - XEBEC、GENCO[5]
- 監督 - うえだしげる[5]
- 構成・脚本 - 大野木寛[5]
- キャラクター原案 - 中央東口[5]
- キャラクターデザイン - 石原満[5]
- プロップデザイン - 堀たえ子、北田勝彦
- 美術監督 - 脇威志、近藤由美子
- 色彩設計 - 伴夏代
- 撮影監督 - 広瀬勝利
- 編集 - 大竹弥生
- 音楽 - 根岸貴幸
- 音響監督 - 三間雅文
- プロデューサー - 紅谷佳和、植田泰生、大澤信博
- アニメーション・プロデューサー - 千野孝敏
- アニメーション制作 - XEBEC[5]
- 製作 - ユグドラシル管理委員会（VAP、AT-X、ショウゲート、創通、ジェンコ）

## 主題歌
オープニングテーマ「ALSATIA」
作詞 - YAMA-B / 作曲 - Syu / 歌 - Galneryus
エンディングテーマ「CAUSE DISARRAY」
作詞 - YAMA-B / 作曲 - Syu / 歌 - Galneryus

## 各話リスト
放送日はAT-Xでの初回放送日。
| 話数 | サブタイトル         | 絵コンテ     | 演出         | 作画監督                          | 放送日       |
| ---- | -------------------- | ------------ | ------------ | --------------------------------- | ------------ |
| 1    | 猫は笑わない         | うえだしげる | うえだしげる | 石原満                            | 2008年2月3日 |
| 2    | 天使は啼かない       | うえだしげる | うえだしげる | 山岡信一、堀たえ子                | 2008年3月2日 |
| 3    | 花は涙を流さない     | 榎本明広     | うえだしげる | 赤尾良太郎                        | 2008年4月6日 |
| 4    | 幽霊は叫ばない       | アミノテツロ | うえだしげる | 明珍宇作、山崎正和 松浦力         | 2008年5月4日 |
| 5    | 聖夜は輝かない       | うえだしげる | うえだしげる | 石原満、高橋晃 石本英治、山岡信一 | 2008年6月1日 |
| 6    | そして王国の扉へと…… | うえだしげる | うえだしげる | 石原満、高橋晃 堀たえ子           | 2008年7月6日 |

## 小説
『ムネモシュネの娘たち2008』の表題で『キャラの!』（ホビージャパン）2008年1月号から9月号まで連載され、2009年にHJ文庫より刊行された。大野木寛・著、中央東口・画。
- 2009年4月1日初版 ISBN 978-4-89425-786-3

## 漫画
『Mnemosyne-ムネモシュネの娘たち-』の表題で『コミックヴァルキリー』（キルタイムコミュニケーション）Vol.12（2008年7月号）とVol.13（2008年9月号）に、前編「犬は背かない」後編「夜想に雨は降り止まない」の2話が読切り形式で短期連載された。原作：XEBEC・GENCO、漫画：MISS BLACK。